# Intel 80186
Intel 80186是Intel针对工业控制／通信等嵌入式市场，於1982年推出的8086处理器的扩展产品，除8086内核，另外包括了中断控制器、定时器、DMA、I/O、UART、片选电路等外设。
80186因为使用了8086内核，只能使用1M內存，可以运行真实模式的DOS环境和其他嵌入式操作系统。
开发工具除Intel自己提供的c86、as86、link86工具外，也可以使用Borland或微軟的DOS下的C编译器和CSiLOC/LOCATE的方式，也有商业的完整toolchain，如paradigm/cad-ul。
80186处理器虽然历史悠久，但现在除Intel公司外，AMD公司、NEC、RDC等公司也有系列兼容产品，在嵌入式领域仍有广泛应用，堪称嵌入式领域最成功的处理器之一。
对应的升级版本是支持保护模式，突破1M地址限制的386EX。

## 外部連結
- Intel Datasheet
- Scan of the Intel 80186 data book at datasheetarchive.com
- Intel 80186/80188 images and descriptions at cpu-collection.de
- Chipdb.org
- Scan of the Intel 80188 data book at datasheetarchive.com